# Orthia therapon
Orthia therapon là một loài bướm đêm trong họ Noctuidae.